# Expedición Magallánica Sueca

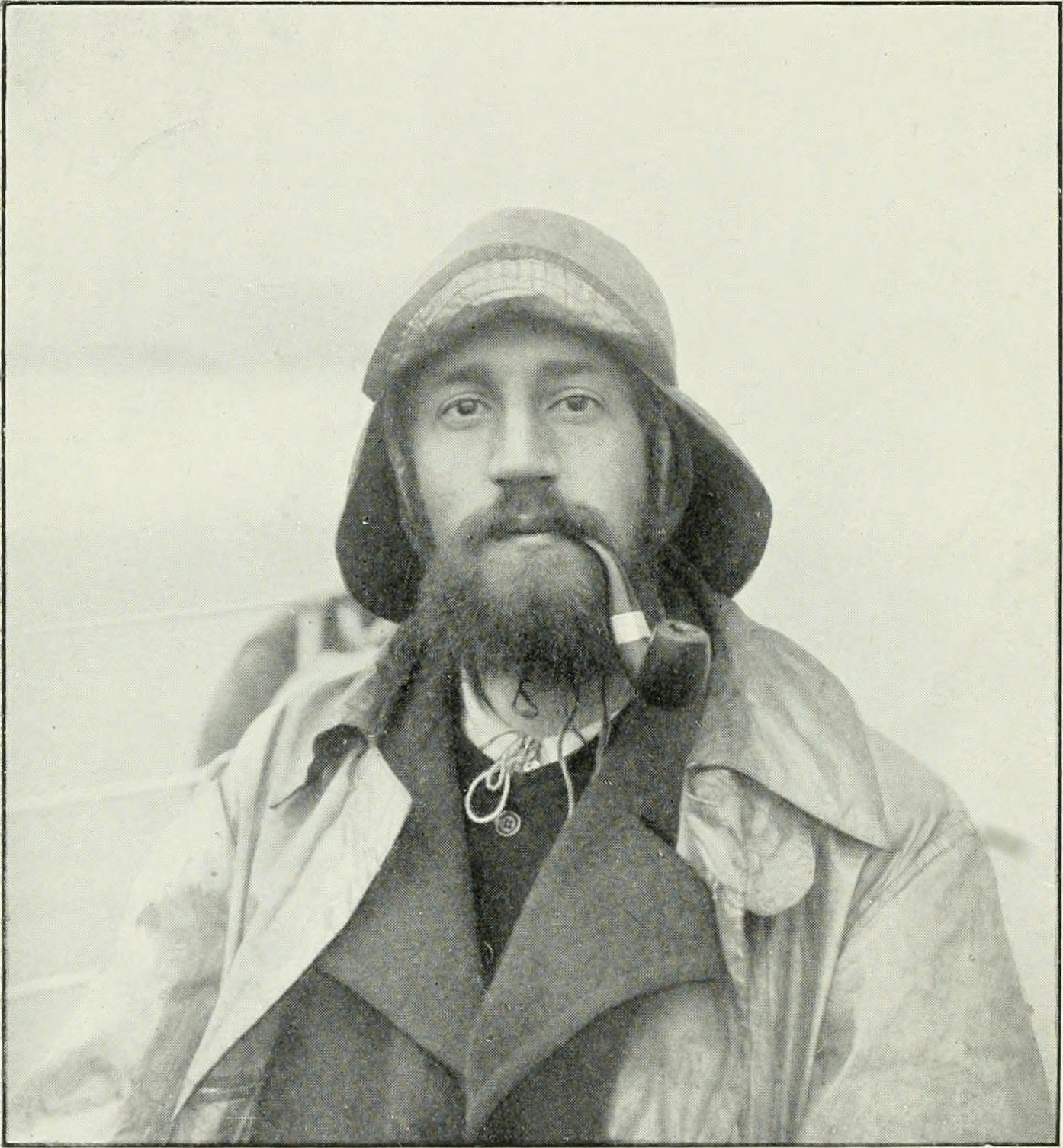
Carl Skottsberg en 1910

La  Expedición Magallánica Sueca fue una expedición científica dirigida por Carl Skottsberg, Percy Quensel y Thore Halle para estudiar la geografía, geologìa y la flora de la Patagonia y los canales del Estrecho de Magallanes entre 1907 y 1909.
Las áreas de estudio incluyeron Tierra del Fuego, Islas Malvinas, Archipiélago Juan Fernández, Chiloé y Chile central. La expedición se detuvo a estudiar los Kaweskar que aun vivían en los canales magallánicos en esa fecha. 
Esta expedición puede tomarse como la continuación de la Expedición Antártica Sueca que dirigida por Otto Nordenskjöld y Carl Anton Larsen, entre 1901 y 1904 exploraron la Antártida.
Posteriormente harán los suecos otra expedición entre 1916 y 17, pero se dirigirán preferentemente al Archipiélago Juan Fernández e Isla de Pascua.
Un lago en Magallanes recibirá el nombre del científico Skottsberg. 